# توم فان ويرت
توم فان ويرت (بالهولندية: Tom van Weert)‏ (7 يونيو 1990 بسينت ميخيليسخيستل في هولندا - ) هو لاعب كرة قدم هولندي في مركز الهجوم. لعب مع دين بوستش ونادي إكسلسيور ونادي غرونينغن.

## روابط خارجية
- توم فان ويرت على موقع الاتحاد الأوربي (الإنجليزية)
- توم فان ويرت على موقع قاعدة بيانات كرة القدم.إي يو (الإنجليزية)
- توم فان ويرت على موقع Soccerway.com (الإنجليزية)
- توم فان ويرت على موقع عالم كرة القدم.نت (الإنجليزية)